# Ferrovia dell'Ovest
La ferrovia dell'Ovest (in portoghese: Linha do Oeste) è un collegamento ferroviario tra la stazione ferroviaria di Agualva-Cacém, sulla ferrovia di Sintra, e la stazione di Figueira da Foz, in Portogallo.

## Storia

### Prodromi
Il primo collegamento ferroviario verso l'Ovest del Paese fu realizzato mediante un sistema Larmanjat, con due linee principali, tra Lisbona e Sintra e tra Lisbona e Torres Vedras; fu però completamente disattivato già nel 1877.

### Progetto e costruzione

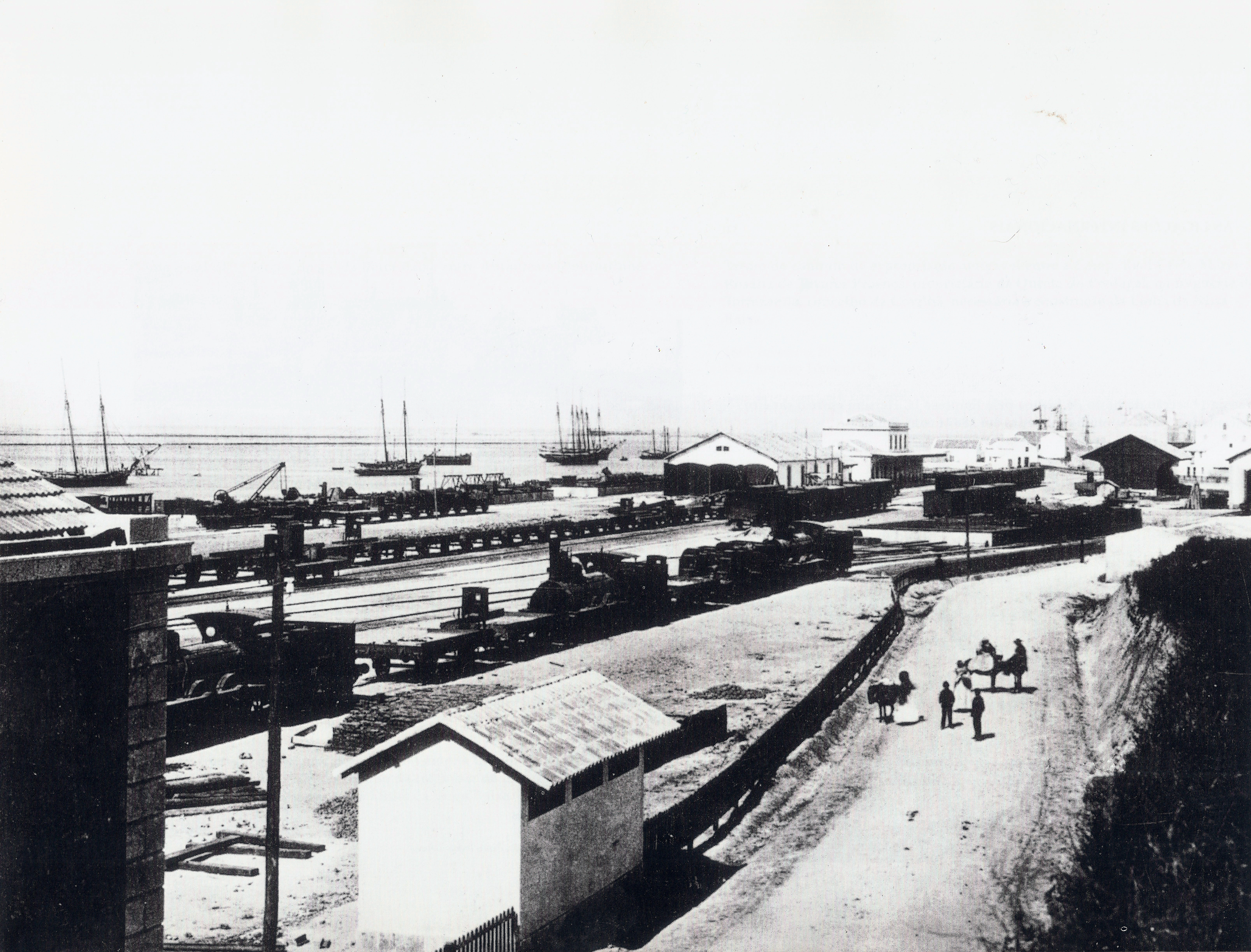
Stazione di Figueira da Foz

Nel mese di gennaio del 1880, il parlamento esaminò un contratto con la Companhia Real dos Caminhos de Ferro Portugueses, per la costruzione di una linea ferrata tra Lisbona Santa Apollonia e Pombal che servisse anche le località di Caldas da Rainha, São Martinho do Porto e Marinha Grande; la gestione della linea avrebbe beneficiato di una sovvenzione del 6%. Tale progetto venne respinto, e il 31 gennaio 1882 venne sostituito da un progetto, che prevedeva la costruzione di due linee, una da Alcântara (Lisbona) a Torres Vedras, con una diramazione per Sintra e per Aldeia Galega da Merceana. La seconda linea avrebbe proseguito, a partire da Torres Vedras, per Figueira da Foz, passando per Caldas da Rainha, São Martinho do Porto e Leiria, con una diramazione per Alfarelos allo scopo di collegarla alla ferrovia del Nord.
La prima linea venne affidata alla ditta Henry Burnay & C., mentre la seconda alla Companhia Real, con la clausola che la prima avrebbe dovuto costruire anche l'altra nel caso la Companhia Real avesse rinunciato all'incarico.
Si verificò tuttavia il caso opposto: la Companhia Real convinse la Henry Burnay & C. a recedere dal contratto il 9 maggio 1883; il 15 maggio 1885 il subentro venne formalizzato e autorizzato il 28 luglio con decreto ministeriale.

### La linea in esercizio
Il primo tronco tra Alcântara-Terra e Sintra, fu aperto il 2 aprile 1887; la Cacém-Torres Vedras entrò in servizio il 21 maggio. Il proseguimento fino Leiria fu attivato il 1º agosto e la prosecuzione fino a Figueira da Foz il 17 luglio dell'anno successivo; quest'ultima stazione, dal 1882, era la stazione terminale della ferrovia della Beira Alta.
Il collegamento (Ramal de Alfarelos) tra Amieira e Alfarelos fu aperto all'esercizio l'8 giugno 1889, unendo così la Linha do Oeste alla Linha do Norte. Nel 1895 venne realizzata una seconda via tra le stazioni di Campolide e Cacém.
Nel 1888 ebbe inizio il servizio di trasporto postale sulla Linha do Oeste.

### La ferrovia nel XX secolo

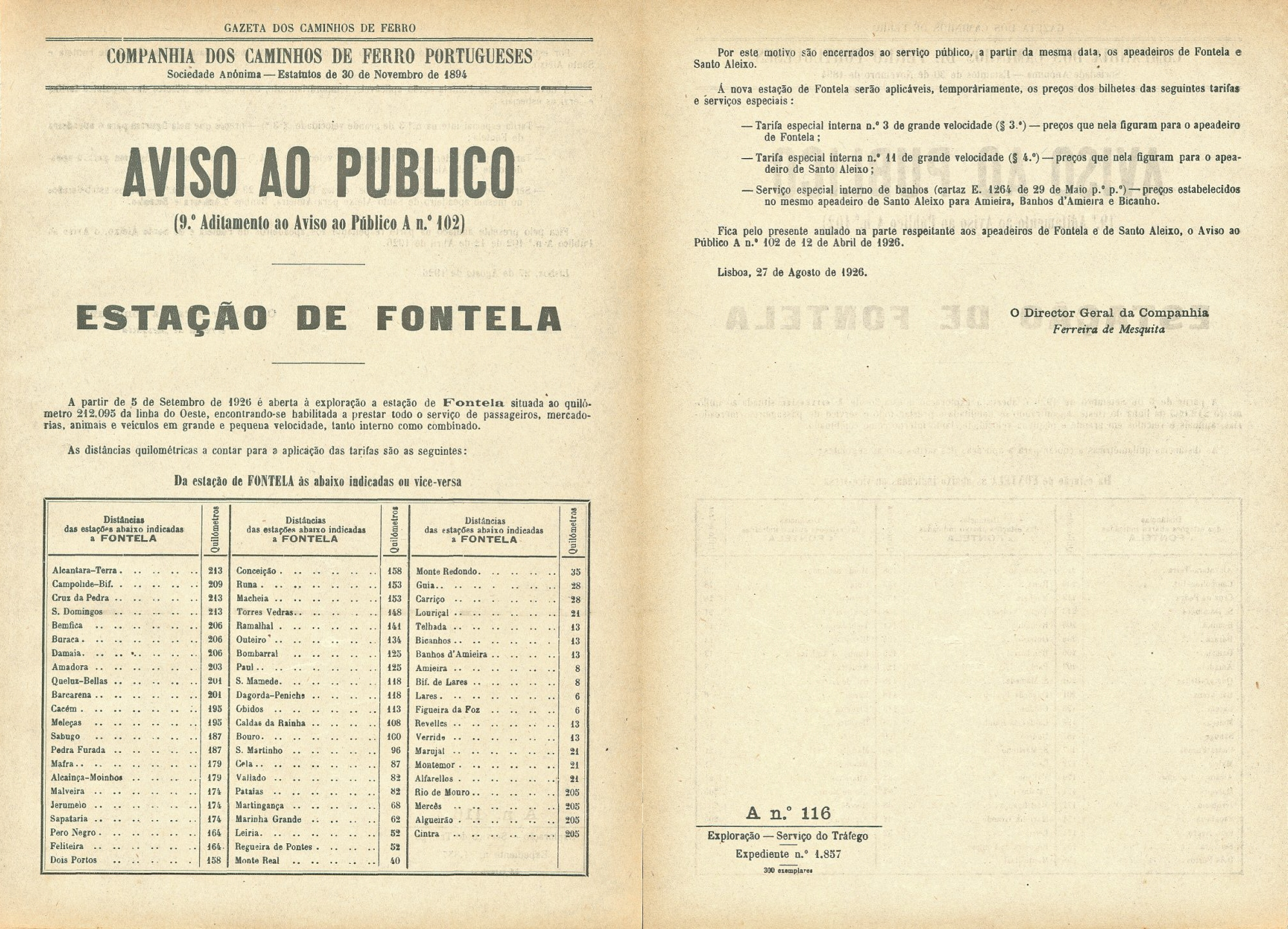
Avviso pubblico di apertura della stazione di Fontela

Per tutto il secolo la ferrovia svolse la sua funzione, andando tuttavia progressivamente incontro alle analoghe difficoltà in cui versava il resto della rete. Nel 1973 fu soppresso il servizio postale sui treni.
Nel 1990, si concluse il progetto di rinnovamento integrale della "Linha do Oeste" e, nel 1993, fu aperta la diramazione di Louriçal (Ramal do Louriçal).

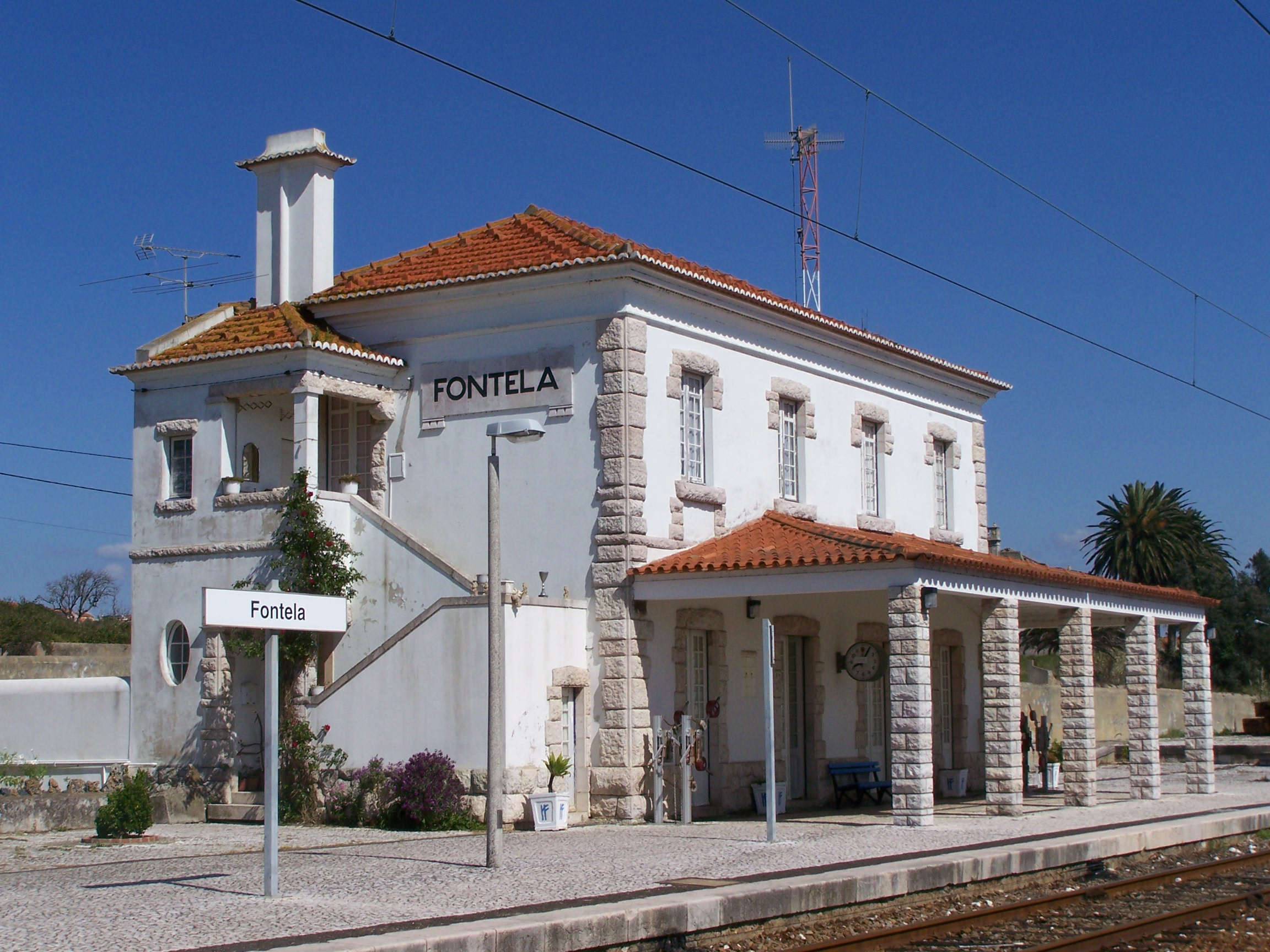
Stazione di Fontela

### Programmi e realizzazioni nel XXI secolo
All'inizio degli anni duemila fu ammodernato il tratto tra Malveira e Torres Vedras.
Secondo i dati del 2009 la linea supportava il 13% del traffico merci di Comboios de Portugal e produceva il 10% del gettito totale, con diverse stazioni attive nel settore merci quali Ramalhal, Outeiro, Pataias e Martingança; i principali prodotti trasportati erano: cereali, farina, ceramiche lavorate, cemento, pasta di carta e legname. Tuttavia, nonostante si verificassero numerosi ingolfamenti, la linea non venne ammodernata e, per contro, venne stabilita una diminuzione dell'offerta viaggiatori. 

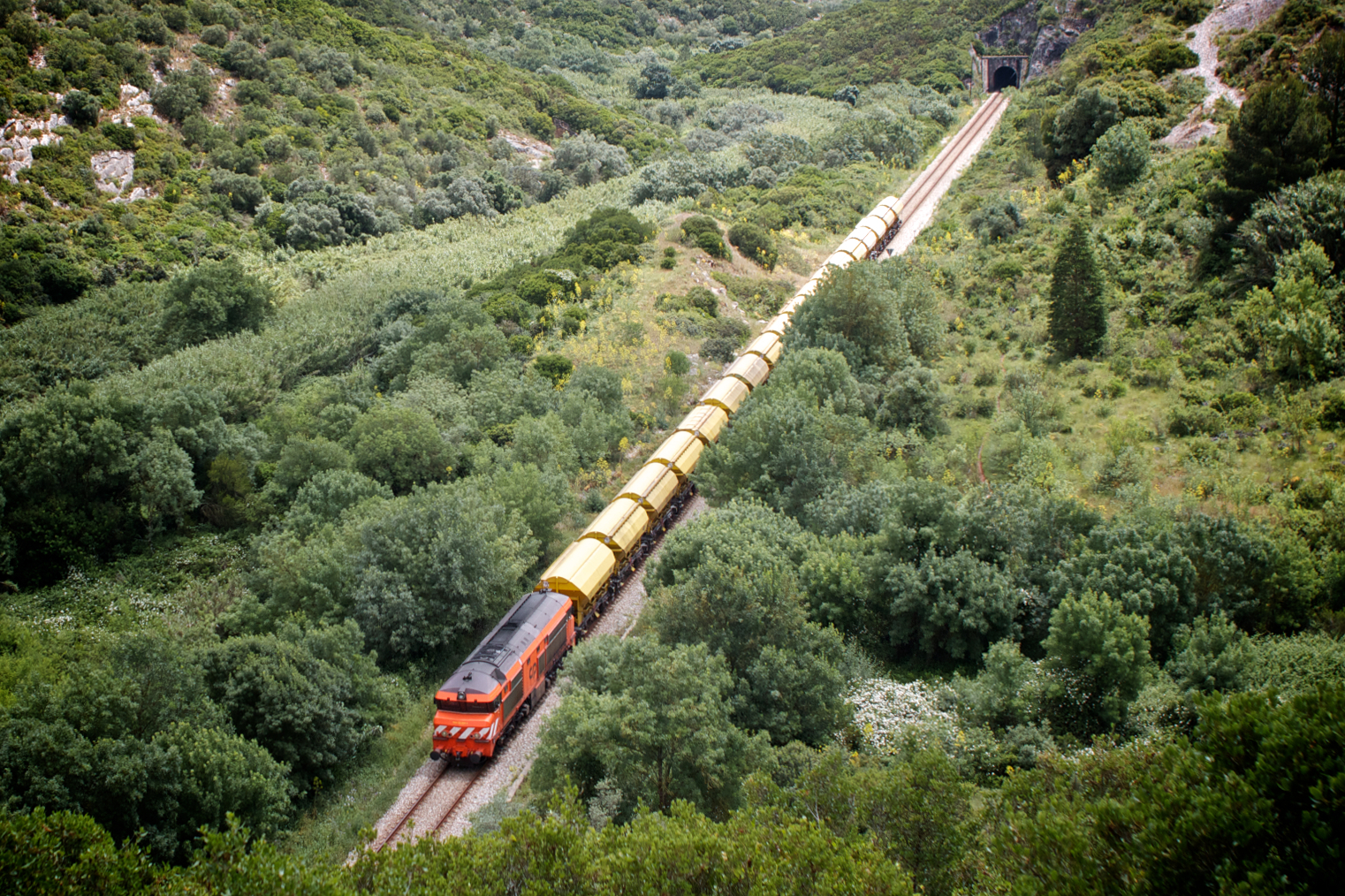
Convoglio merci (tramogge per cereali) sulla linea dell'Ovest, maggio 2011

#### Connessione con la linea ad Alta velocità Lisbona-Porto
Nel 2009, venne approvato il progetto di una nuova stazione a Leiria, per servire sia la Linha do Oeste mediante una variante di tracciato che la linea AV tra Lisbona e Porto, con la previsione di utilizzare il vecchio tracciato sino alla realizzazione di un terminale merci da parte di Rede Ferroviária Nacional.

#### Modernizzazione; collegamento con Santarém

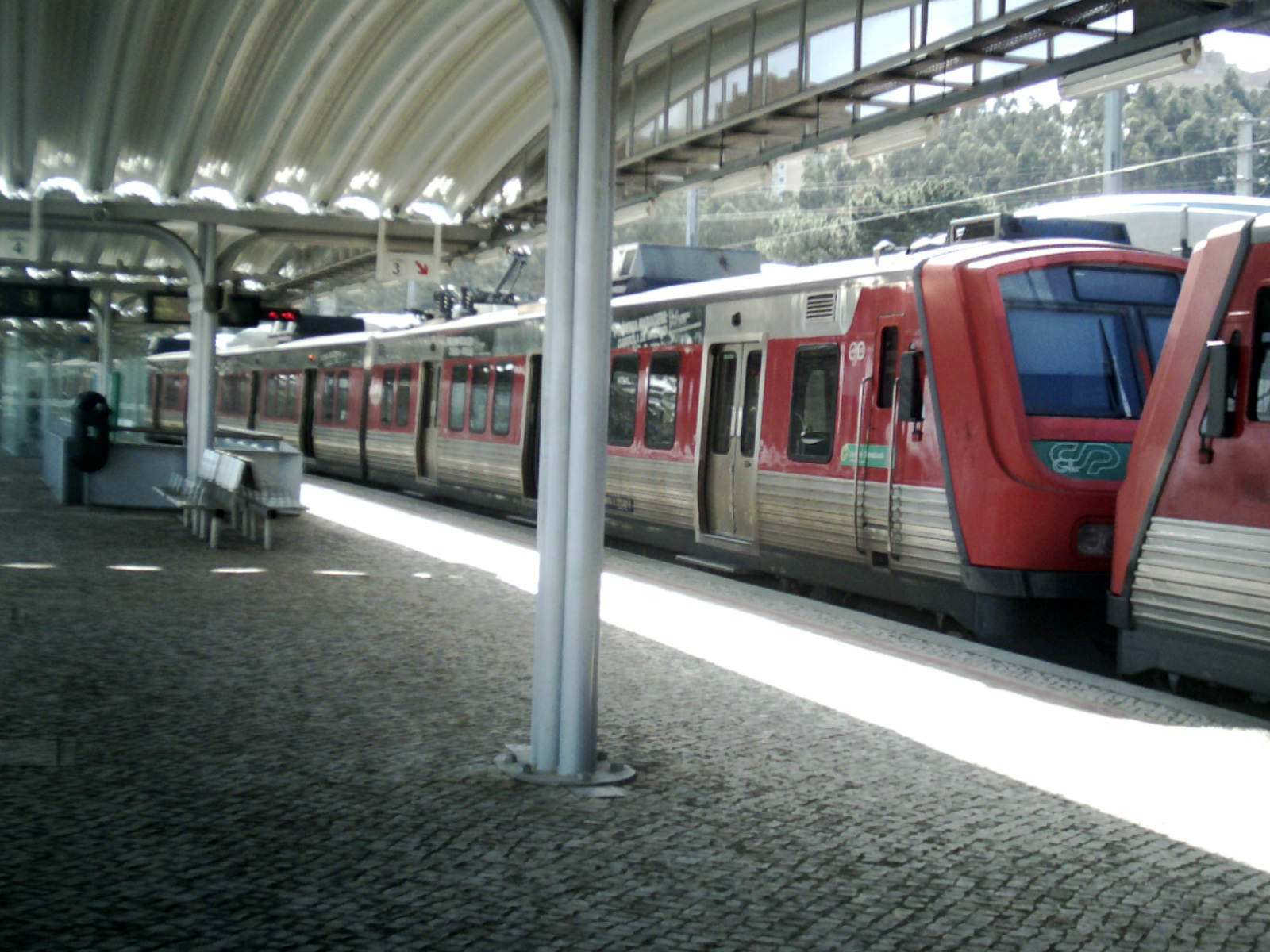
Stazione nuova di Mira-Sintra

Nel 2009 venne approntato, ma non realizzato, un piano di ammodernamento dell'infrastruttura e di elettrificazione; il progetto prevedeva l'installazione di moderni sistemi di controllo della circolazione, inoltre, il collegamento di Caldas da Rainha, sulla ferrovia dell'Ovest, e Santarém sulla ferrovia del Nord.
Il Piano strategico dei Trasporti e delle Infrastrutture 2014-2020 considera prioritario l'adeguamento, l'elettrificazione e la capacità operativa della linea al fine di creare un'alternativa alla Ferrovia del Nord.

## Caratteristiche
| Unknown route-map component "STR+r" |

| Station on track |

| Unknown route-map component "ABZgl" |

| Stop on track |

| Stop on track |

| Station on track |

| Stop on track |

| Station on track |

| Stop on track |

| Stop on track |

| Stop on track |

| Stop on track |

| Station on track |

| Stop on track |

| Stop on track |

| Station on track |

| Stop on track |

| Station on track |

| Station on track |

| Stop on track |

| Stop on track |

| Station on track |

| Stop on track |

| Stop on track |

| Station on track |

| Station on track |

| Station on track |

| Stop on track |

| Unknown route-map component "eHST" |

| Stop on track |

| Station on track |

| Station on track |

| Stop on track |

| Station on track |

| Station on track |

| Stop on track |

| Station on track |

| Station on track |

| Station on track |

| Stop on track |

| Station on track |

| Stop on track |

| Stop on track |

| Stop on track |

| Junction both to and from left |

| Station on track |

| Stop on track |

| Stop on track |

| Stop on track |

| Station on track |

| Stop on track |

| Junction both to and from left |

| Stop on track |

| Station on track |

| Stop on track |

| Unknown route-map component "ABZg+l" |

| End station |

La lunghezza totale della linea è di 197,9 km. Svolge sia traffico passeggeri che merci.

### Servizi svolti

#### Interregionali
- Stazione di Lisbona Entrecampos-Caldas da Rainha-Stazione di Lisbona Entrecampos
- Stazione di Lisbona Entrecampos-Coimbra
- Caldas da Rainha-Figueira da Foz
- Coimbra-Caldas da Rainha
- Figueira da Foz-Stazione di Lisbona Entrecampos

#### Regionali
- Mira Sintra Meleças-Caldas da Rainha-Mira Sintra Meleças
- Mira Sintra Meleças-Figueira da Foz-Mira Sintra Meleças
- Caldas da Rainha-Figueira da Foz-Caldas da Rainha

Alcuni treni proseguono fino alla Stazione di Lisbona Santa Apolónia e a fine settimana il termine da Mira Sintra Meleças passa a Monte Abraão.

#### Trasporto urbano
- Mira Sintra Meleças-Roma Areeiro-Mira Sintra Meleças
- Mira Sintra Meleças-Oriente-Mira Sintra Meleças
- Mira Sintra Meleças-Alverca-Mira Sintra Meleças
- Coimbra-Figueira da Foz

#### Trasporto merci
La linea viene utilizzata dai treni merci CP e dall'operatore privato Takargo Rail.